# Charles Aimond
Charles Aimond, né le 18 mars 1874 à Varennes-en-Argonne et mort le 24 juin 1968 à Bar-le-Duc, est un prêtre catholique séculier français qui fut protonotaire apostolique, et docteur ès lettres, professeur d'histoire, écrivain, historien et musicien. Il est plus connu sous le nom de Monseigneur Aimond, lorsqu'il reçoit le titre de prélat de Sa Sainteté.
Sa devise était Pro ecclesia patriaque vires.

## Biographie
Charles Aimond reçoit de nombreuses prix et distinctions, en particulier cinq récompenses de l’Académie française dont notamment le prix d’Académie de cette institution en 1959 pour l'ensemble de son œuvre.
En 1907, il arriva à Bar-le-Duc, pour y fonder l'école Saint-Louis. Son Histoire de Bar-le-Duc fut l’une de ses dernières grandes œuvres, qui fut couronnée par le Grand Prix de l'Académie de Stanislas 1953.
Charles Aimond connaît la célébrité lorsqu'il participe au jeu radiophonique Quitte ou double après l’abbé Pierre qui avait été en 1952 l'un des vainqueurs de ce jeu, avec des gains de 256 000 francs. Charles Aimond gagne 256 000 francs le 17 mai 1954, 512 000 francs le 3 avril 1955 puis échoue à 128 000 francs en 1959.

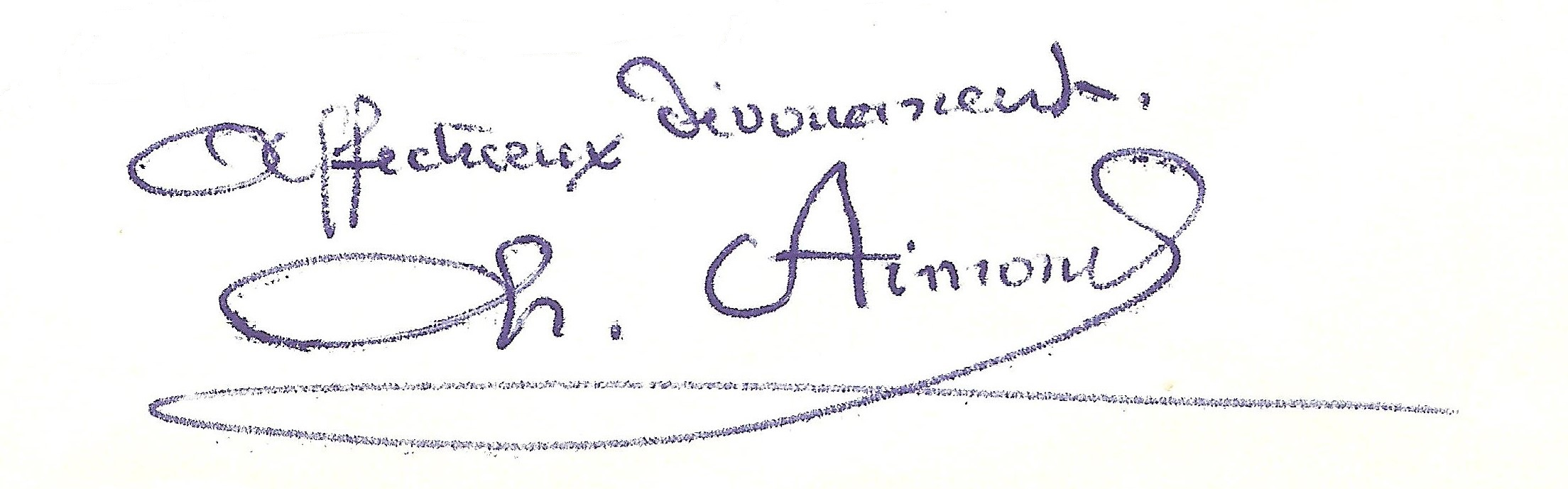
Autographe de Monseigneur Charles Aimond (1874–1968)

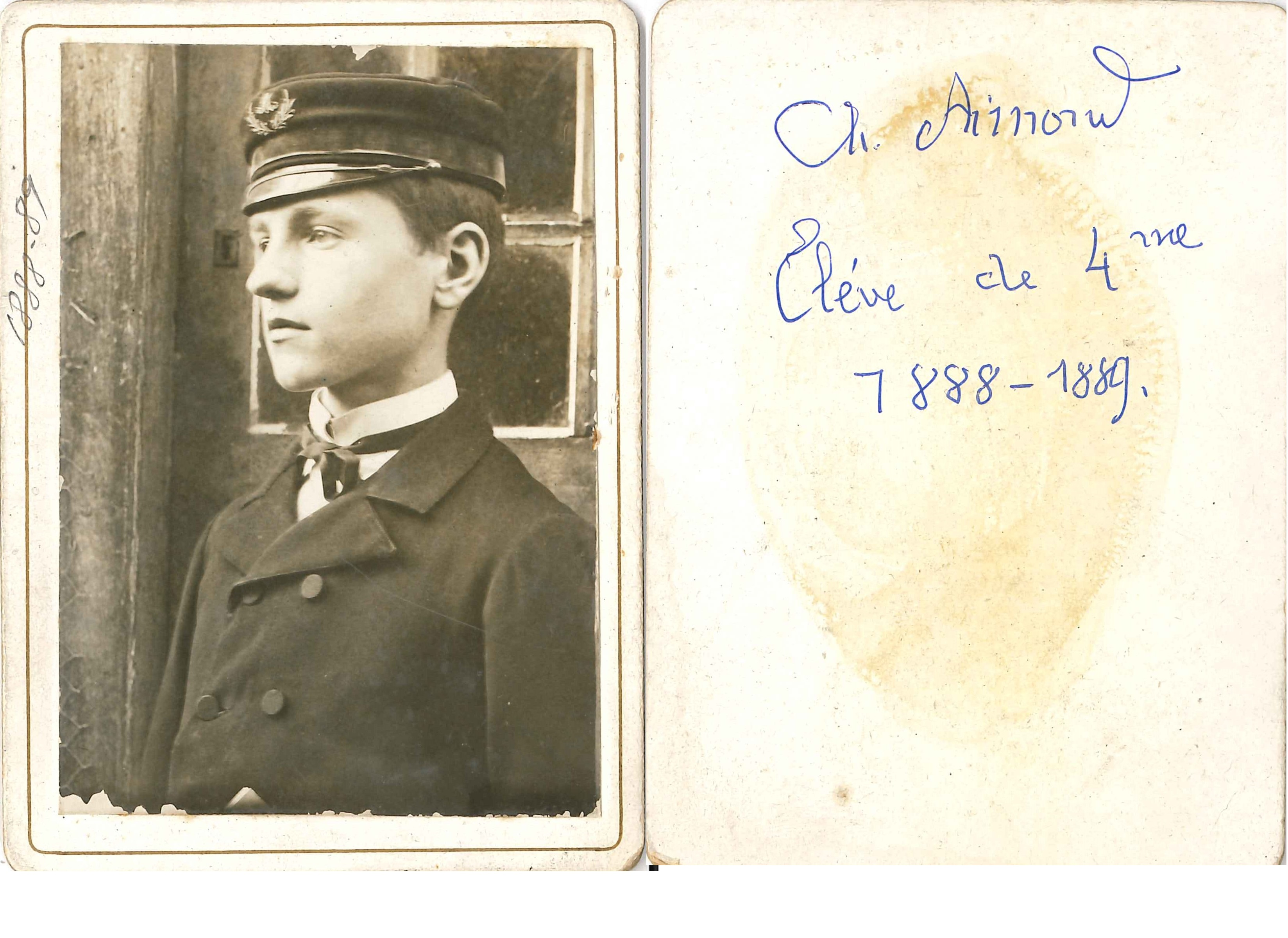
Charles Aimond élève de 4ème (1888-89)

## Publications
- L'Antiquité (classe de Sixième), Paris, J. de Gigord
- Le Moyen Âge (classe de Cinquième), Paris, J. de Gigord, 1939
- Les Temps modernes (classe de Quatrième), Paris, J. de Gigord
- L'Époque contemporaine (classe de Troisième), Paris, J. de Gigord
- Abrégé d'Histoire ancienne (classe de Sixième), Paris, J. de Gigord
- Le Moyen Âge jusqu'à la Guerre de Cent ans (classe de Quatrième), Paris, J. de Gigord
- La Fin du Moyen Âge et le XVIe siècle (classe de Troisième), Paris, J. de Gigord
- Le XVIIe et le XVIIIe siècle (classe de Seconde), Paris, J. de Gigord
- Histoire contemporaine, jusqu'au milieu du XIXe siècle (classe de Première), Paris, J. de Gigord
- Histoire contemporaine, du milieu du XIXe siècle jusqu'à nos jours (classes de Philosophie et de Mathématiques), Paris, J. de Gigord
- L'Histoire au baccalauréat. Résumés, aide-mémoire, Paris, J. de Gigord[2]
- Les relations de la France et du Verdunois de 1270 à 1552, 1910, couronné par l'Académie des Inscriptions et Belles-Lettres, prix ProstLettre signée de Louis Jacquinot (1898–1993), député de la Meuse et ministre français.

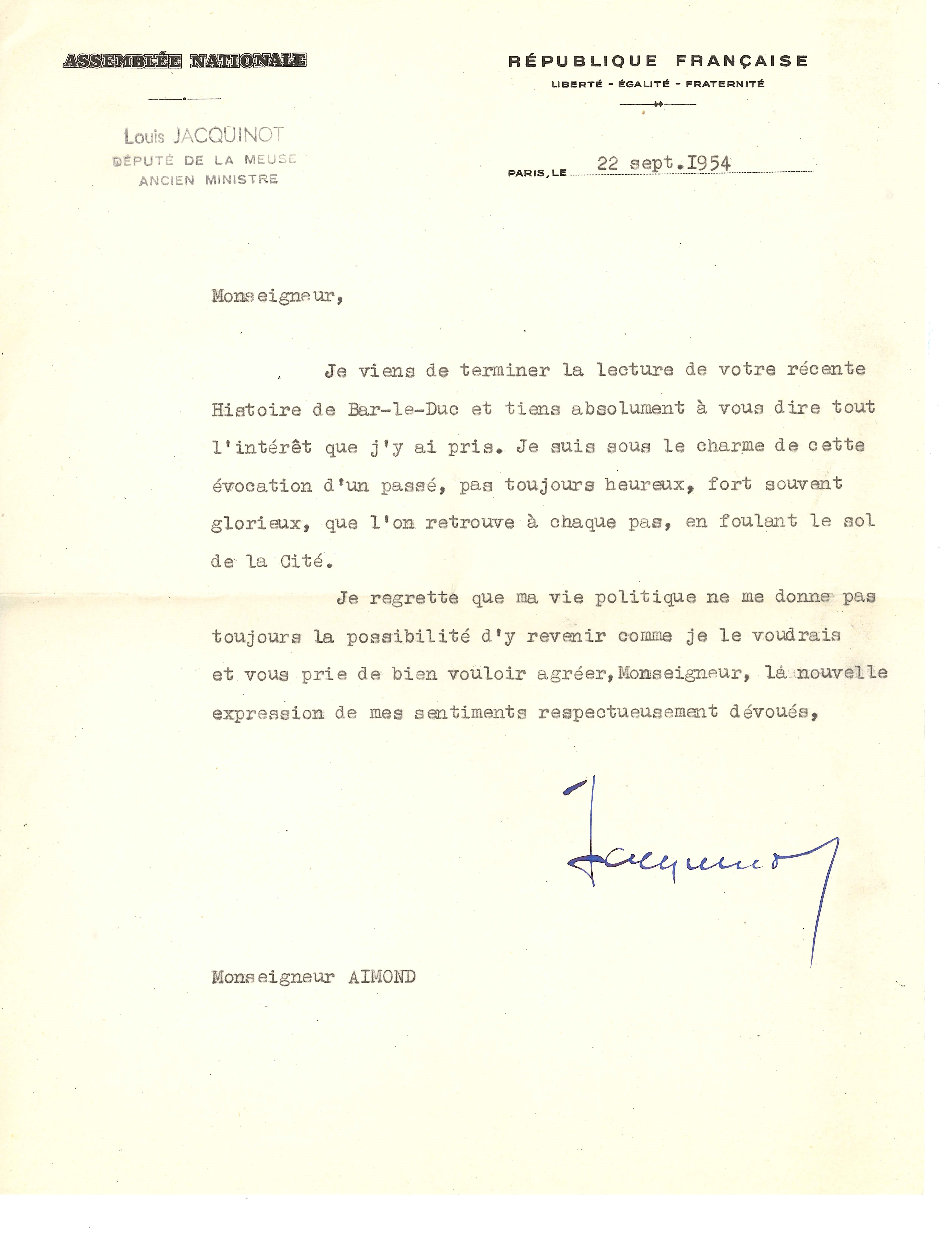
Lettre signée de Louis Jacquinot (1898–1993), député de la Meuse et ministre français.

- Histoire de Varennes-en-Argonne, 1928 couronné par l'Académie des Inscriptions et Belles-Lettres,
- L'Enigme de Varennes. Le dernier voyage de Louis XVI, préfacée par Louis Bertrand, 1936, couronné par l'Académie française (Prix d’Académie 1937)
- Histoire religieuse de la Révolution dans le département de la Meuse (1789-1802), 1949, couronné par l'Académie française (Grand Prix Gobert 1950)
- La guerre de 1914-1918 dans la Meuse, 1922, couronné par l'Académie française (Prix Montyon 1923)
- Notre Dame dans le diocèse de Verdun, 1944, couronné par l'Académie française (Prix Montyon 1946)
- Bernadette ou la journée d’une jeune chrétienne. Trente entretiens pour J.E.C.F. Préface de Mgr Roger Beaussart, Paris, J. de Gigord, vers 1946
- Histoire de Bar-le-Duc, Grand Prix de l'Académie de Stanislas 1953

## Hommage
La municipalité de Bar-le-Duc a donné son nom à une rue de la commune : « rue Monseigneur Aimond ».

## Pour approfondir